# Sfingolipidi
Gli sfingolipidi (chiamati così poiché inizialmente le loro funzioni erano misteriose, come la sfinge) sono lipidi polari in cui lo scheletro molecolare è rappresentato dalla molecola di sfingosina, un ammino-alcol a lunga catena insatura.

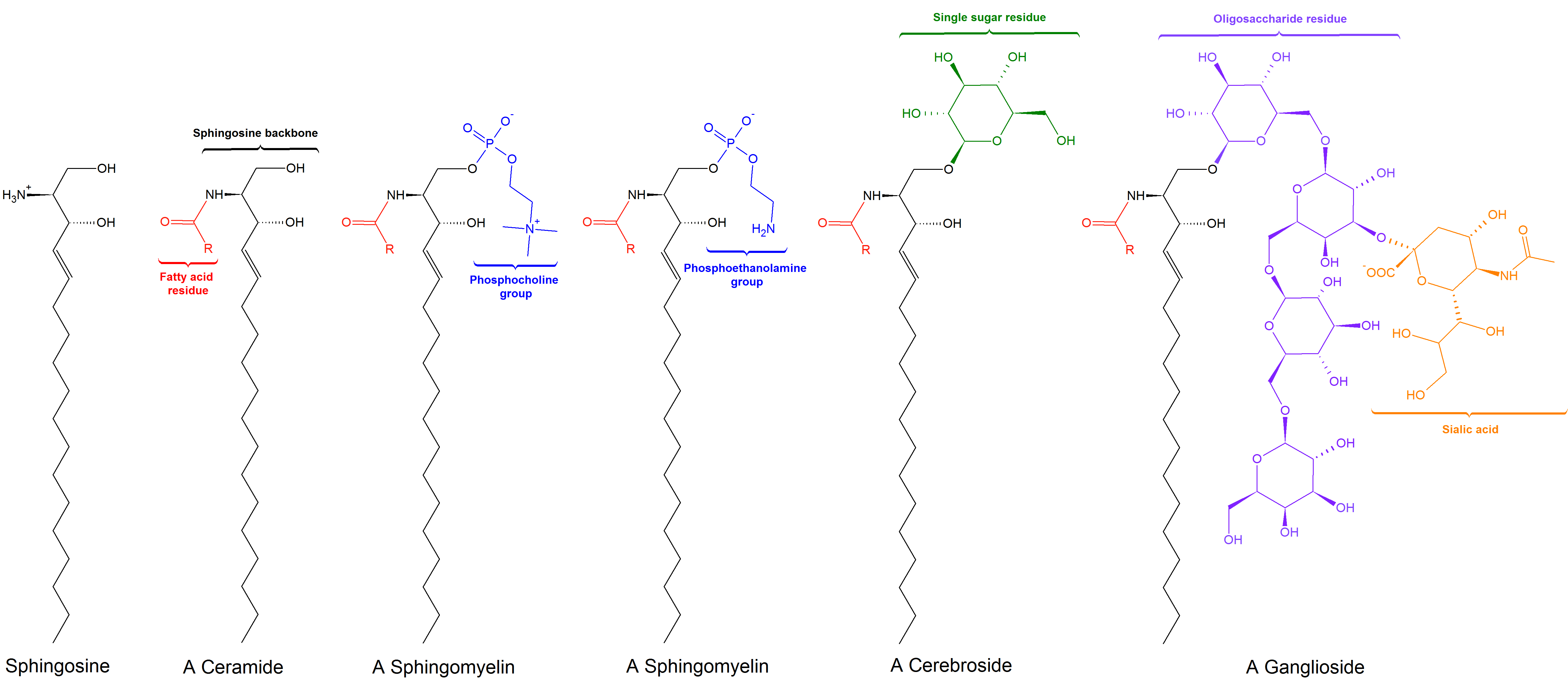
Struttura generale degli sfingolipidi

Ne fanno parte le  ceramidi, la sfingomielina e i glicolipidi.
Nei fosfolipidi l'unità strutturale di base è invece rappresentata dal glicerolo, gli sfingolipidi sono molto simili ai fosfolipidi ma sono diversi per la presenza della sfingosina al posto del glicerolo.  Sono importanti costituenti del plasmalemma e delle membrane biologiche in generale. Tuttavia il loro ruolo non è unicamente strutturale; gli sfingolipidi e le molecole sfingoidi giocano un ruolo importante in diversi processi biologici fondamentali quali: differenziamento cellulare, motilità cellulare (raft), apoptosi e proliferazione cellulare.

## Formazione
La sfingosina reagisce con un acido grasso formando un legame ammidico tra il gruppo amminico -NH2 e l'ossidrile del gruppo carbossilico -COOH dell'acido grasso per formare una ceramide. Se alla ceramide è legata la fosforilcolina (colina legata ad un gruppo fosfato) attraverso un legame estere con il suo gruppo -OH terminale si ha la sfingomielina, l'unico fosfolipide di membrana privo di glicerolo. Se alla ceramide è invece legato al gruppo -OH terminale un monosaccaride si ha il cerebroside con legame beta-glicosidico, se è un oligosaccaride un ganglioside: questi in generale sono considerati glicolipidi.

## Patologia
L'alterazione, solitamente su base genetica, della sintesi o catabolismo di questa classe di sostanze biologiche può determinare una serie di patologie classificate come sfingolipidosi e facenti parte dell'eterogeneo gruppo delle malattie da accumulo lisosomiale.